# Kazimierz Przystański
Kazimierz Przystański (właśc. Kazimierz Frejer, ur. 5 sierpnia 1888 w Łodzi, zm. 19 stycznia 1963 w Poznaniu) – polski aktor teatralny.

## Życiorys
Debiutował w 1908 w Teatrze Miejskim w Łodzi i występował tam do 1911 i ponownie w latach 1924-1926.  Przed wybuchem drugiej wojny światowej grał również w: Teatrze Małym w Warszawie (1912-1913) oraz innych teatrach warszawskich (1915-1917, 1919-1924), Teatrze Polskim w Wilnie (1913-1914), Teatrze im. Juliusza Słowackiego w Krakowie (1917-1919) i Teatrze Polskim w Poznaniu (1926-1939). Dorywczo występował również w Teatrze Nowym w Poznaniu. Okres drugiej wojny światowej spędził w Warszawie. W 1945 powrócił do Poznania i do końca życia występował w tamtejszym Teatrze Polskim. Wystąpił m.in. w rolach: Piotra Wysockiego (Noc listopadowa),  Don Diega (Cyd wg Stanisława Wyspiańskiego), Prezesa (Kordian), Regimentarza (Ksiądz Marek), Terezjasza (Antygona), Burmistrza (Wizyta starszej pani), Arcybiskupa (Święta Joanna) i Gospodarza (Wesołe kumoszki z Windsoru).